# Giulio Francia

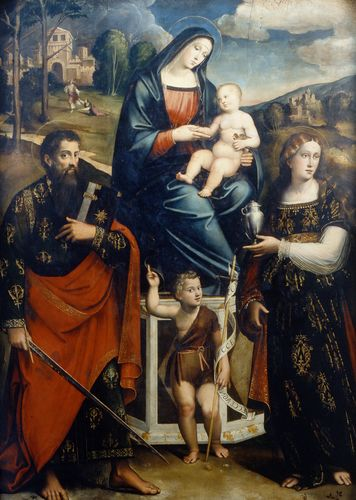
Virgen entronizada con el Niño, San Juanito y los santos Pablo y María Magdalena, obra realizada conjuntamente por los hermanos Giacomo y Giulio Francia.

Giulio di Francesco Raibolini, conocido como Giulio Francia (Bolonia, c. 1487-Bolonia, 1540), fue un pintor italiano del Renacimiento, hijo del más conocido Francesco Francia.

## Biografía
Se formó en el taller de su padre. A la muerte de Francesco (1517), él y su hermano Giacomo se hicieron cargo del negocio familiar. Junto realizaron gran cantidad de piezas de altar para diversas iglesias de Bolonia y su comarca. Estas obras son identificables por el monograma «I I» formado con las iniciales de sus nombres latinizados (Iacobus y Iulius), con el que acostumbraban a firmar. Giulio parece que tuvo una posición subordinada con respecto a su hermano mayor Giacomo, que fue el jefe del taller.
La valía como artistas de ambos hermanos es muy inferior a la del padre; se limitaron a repetir los modelos paternos con menos habilidad. Con el tiempo sufrieron las influencias sucesivas del arte de Rafael y después del manierismo imperante, aunque manteniendo la base aprendida en el taller paterno, que con el tiempo se convirtió en arcaica dentro del panorama pictórico boloñés de mediados del siglo XVI.

## Obras destacadas
- Virgen en la gloria con los santos Pedro, María Magdalena, Francisco, Marta y seis monjas (d. 1515, Pinacoteca Nacional de Bolonia)
- San Jerónimo, Santa Margarita y San Francisco de Asís (1518, Museo del Prado, Madrid)
- Natividad (1519, San Giovanni Evangelista, Parma)
- Virgen entronizada con el Niño, San Juanito y los santos Sebastián, Bernardino, Francisco y Jorge (Pinacoteca Nacional de Bolonia)